# 假烟叶树
假烟叶树（学名：Solanum verbascifolium）为茄科茄属下的一个种。

## 扩展阅读
- 維基物種上的相關：假烟叶树